# Thomas Mudge
Pour les articles homonymes, voir Mudge.
L'inventeur et horloger anglais Thomas Mudge (1715–14 novembre 1794), fut le premier à mettre au point l'échappement (horlogerie) libre à ancre et la sonnerie à répétition minutes.
Fils de Zacharian Mudge, un pasteur, et Mary Fox, il est né à Exeter et commença son apprentissage chez un autre inventeur, George Graham, qui avait lui-même travaillé avec Thomas Tompion, près de Fleet Street, à Londres. Il devint le fournisseur de montres de Ferdinand VI d'Espagne.